# 黒石市

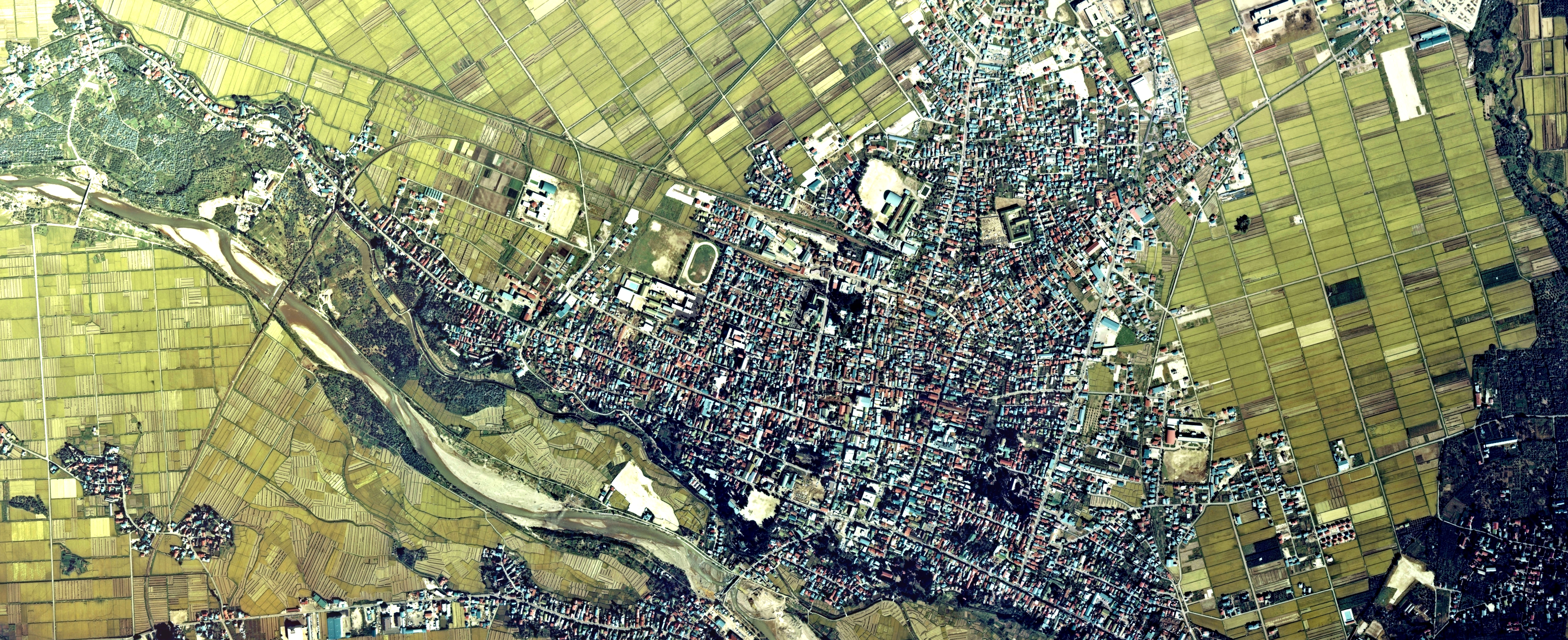
黒石市中心市街地周辺の空中写真。1975年撮影の4枚を合成作成。
。

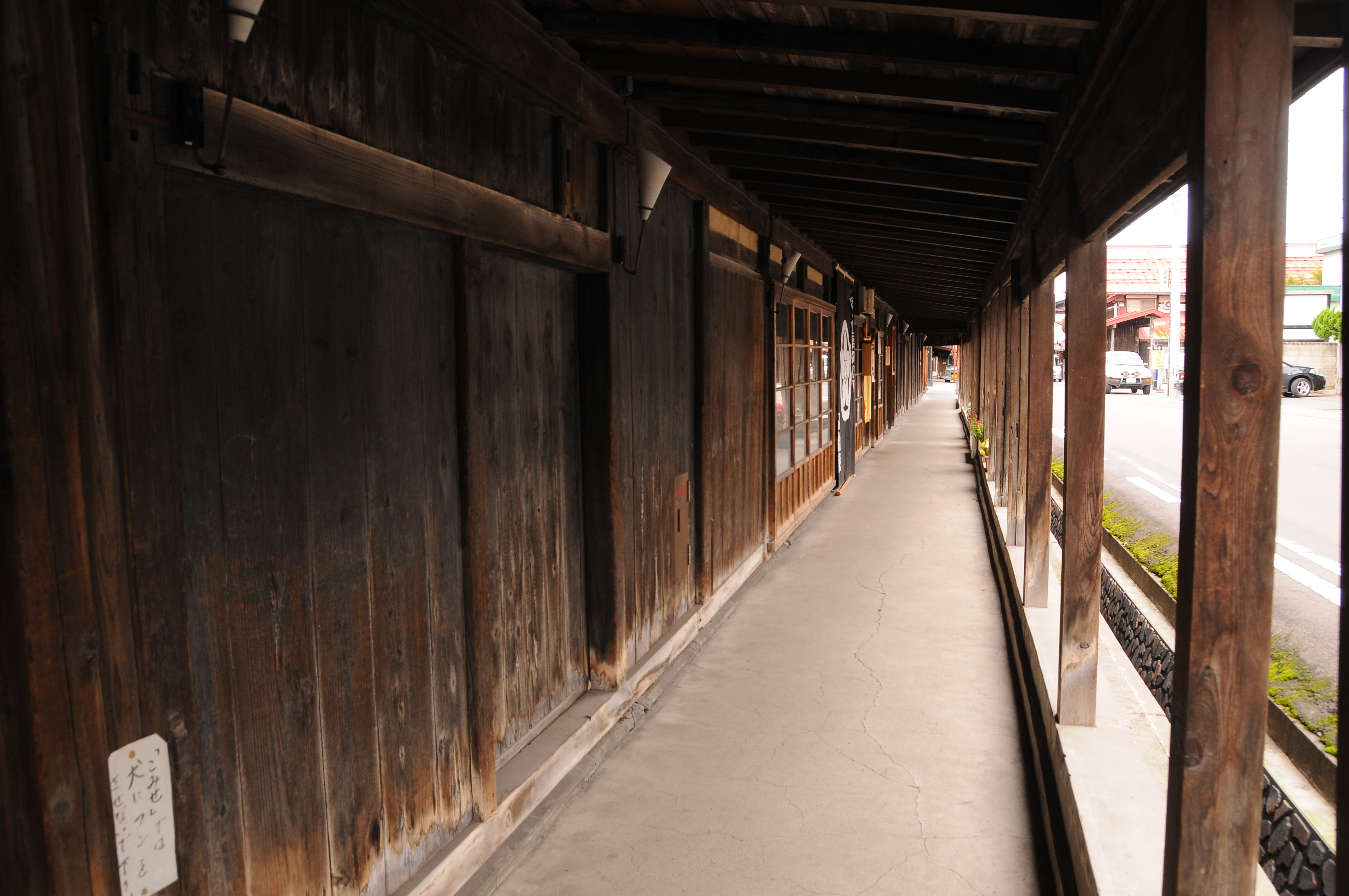
黒石こみせ

黒石市（くろいしし）は、青森県の市。十和田八幡平国立公園北西の玄関口に位置する。リンゴの産地として有名。

## 地理
市域の東部は八甲田山に続く山地で、市域の西部は津軽平野にある。平野部と山地の間の比較的標高の低い丘陵地帯で主にリンゴ栽培がおこなわれている。市街地は市の西端にある。
- 山: 櫛ヶ峯 黒森山
- 河川: 浅瀬石川
- 湖沼: 虹の湖（浅瀬石川ダム）

### 隣接している自治体
- 青森市
- 平川市
- 南津軽郡：藤崎町、田舎館村

### 人口
平成27年国勢調査より前回調査からの人口増減をみると、5.11％減の34,284人であり、増減率は県下40市町村中13位。
| |                                        |  |
| 黒石市と全国の年齢別人口分布（2005年） | 黒石市の年齢・男女別人口分布（2005年） |  |
| ■紫色 ― 黒石市 ■緑色 ― 日本全国 | ■青色 ― 男性 ■赤色 ― 女性              |  |
| 黒石市（に相当する地域）の人口の推移 \| 1970年（昭和45年） \| 37,690人 \| \| \| 1975年（昭和50年） \| 38,796人 \| \| \| 1980年（昭和55年） \| 40,755人 \| \| \| 1985年（昭和60年） \| 40,501人 \| \| \| 1990年（平成2年） \| 39,213人 \| \| \| 1995年（平成7年） \| 39,004人 \| \| \| 2000年（平成12年） \| 39,059人 \| \| \| 2005年（平成17年） \| 38,455人 \| \| \| 2010年（平成22年） \| 36,132人 \| \| \| 2015年（平成27年） \| 34,284人 \| \| \| 2020年（令和2年） \| 31,946人 \| \| |                                        |  |
| 総務省統計局 国勢調査より |                                        |  |
| 1970年（昭和45年） | 37,690人                               |  |
| 1975年（昭和50年） | 38,796人                               |  |
| 1980年（昭和55年） | 40,755人                               |  |
| 1985年（昭和60年） | 40,501人                               |  |
| 1990年（平成2年） | 39,213人                               |  |
| 1995年（平成7年） | 39,004人                               |  |
| 2000年（平成12年） | 39,059人                               |  |
| 2005年（平成17年） | 38,455人                               |  |
| 2010年（平成22年） | 36,132人                               |  |
| 2015年（平成27年） | 34,284人                               |  |
| 2020年（令和2年） | 31,946人                               |  |

## 気候
寒暖の差が大きく気温の年較差、日較差が大きい顕著な大陸性気候である。降雪量が多く、周辺の自治体と同様に特別豪雪地帯に指定されている。
| 黒石（1991 - 2020年）の気候 | 黒石（1991 - 2020年）の気候 | 黒石（1991 - 2020年）の気候 | 黒石（1991 - 2020年）の気候 | 黒石（1991 - 2020年）の気候 | 黒石（1991 - 2020年）の気候 | 黒石（1991 - 2020年）の気候 | 黒石（1991 - 2020年）の気候 | 黒石（1991 - 2020年）の気候 | 黒石（1991 - 2020年）の気候 | 黒石（1991 - 2020年）の気候 | 黒石（1991 - 2020年）の気候 | 黒石（1991 - 2020年）の気候 | 黒石（1991 - 2020年）の気候 |
| 月                          | 1月                         | 2月                         | 3月                         | 4月                         | 5月                         | 6月                         | 7月                         | 8月                         | 9月                         | 10月                        | 11月                        | 12月                        | 年                          |
| --------------------------- | --------------------------- | --------------------------- | --------------------------- | --------------------------- | --------------------------- | --------------------------- | --------------------------- | --------------------------- | --------------------------- | --------------------------- | --------------------------- | --------------------------- | --------------------------- |
| 最高気温記録 °C （°F）      | 11.3 (52.3)                 | 17.1 (62.8)                 | 19.9 (67.8)                 | 27.4 (81.3)                 | 31.8 (89.2)                 | 32.5 (90.5)                 | 35.9 (96.6)                 | 36.4 (97.5)                 | 35.0 (95)                   | 28.3 (82.9)                 | 23.2 (73.8)                 | 16.6 (61.9)                 | 36.4 (97.5)                 |
| 平均最高気温 °C （°F）      | 1.1 (34)                    | 1.9 (35.4)                  | 5.8 (42.4)                  | 13.6 (56.5)                 | 19.3 (66.7)                 | 22.7 (72.9)                 | 26.2 (79.2)                 | 27.6 (81.7)                 | 24.2 (75.6)                 | 17.9 (64.2)                 | 10.8 (51.4)                 | 3.9 (39)                    | 14.6 (58.3)                 |
| 日平均気温 °C （°F）        | −1.8 (28.8)                 | −1.4 (29.5)                 | 2.0 (35.6)                  | 8.3 (46.9)                  | 14.0 (57.2)                 | 17.9 (64.2)                 | 21.8 (71.2)                 | 23.0 (73.4)                 | 19.0 (66.2)                 | 12.7 (54.9)                 | 6.5 (43.7)                  | 0.7 (33.3)                  | 10.2 (50.4)                 |
| 平均最低気温 °C （°F）      | −5.2 (22.6)                 | −5.2 (22.6)                 | −2.1 (28.2)                 | 3.3 (37.9)                  | 9.1 (48.4)                  | 13.9 (57)                   | 18.2 (64.8)                 | 19.2 (66.6)                 | 14.5 (58.1)                 | 7.8 (46)                    | 2.3 (36.1)                  | −2.6 (27.3)                 | 6.1 (43)                    |
| 最低気温記録 °C （°F）      | −18.3 (−0.9)                | −16.5 (2.3)                 | −14.4 (6.1)                 | −6.4 (20.5)                 | 0.8 (33.4)                  | 4.7 (40.5)                  | 10.0 (50)                   | 9.1 (48.4)                  | 4.8 (40.6)                  | −1.9 (28.6)                 | −10.4 (13.3)                | −13.3 (8.1)                 | −18.3 (−0.9)                |
| 降水量 mm （inch）          | 82.1 (3.232)                | 60.5 (2.382)                | 49.1 (1.933)                | 58.4 (2.299)                | 63.4 (2.496)                | 66.3 (2.61)                 | 117.5 (4.626)               | 127.9 (5.035)               | 125.9 (4.957)               | 107.2 (4.22)                | 108.7 (4.28)                | 92.9 (3.657)                | 1,060.1 (41.736)            |
| 平均降水日数 （≥1.0 mm）    | 18.3                        | 15.2                        | 12.7                        | 10.3                        | 9.0                         | 8.2                         | 9.2                         | 10.1                        | 10.9                        | 12.9                        | 16.0                        | 18.6                        | 151.8                       |
| 平均月間日照時間            | 37.6                        | 58.1                        | 119.1                       | 177.3                       | 199.1                       | 179.5                       | 158.4                       | 182.8                       | 159.1                       | 138.0                       | 87.6                        | 48.1                        | 1,544.8                     |
| 出典：気象庁                |                             |                             |                             |                             |                             |                             |                             |                             |                             |                             |                             |                             |                             |

## 歴史

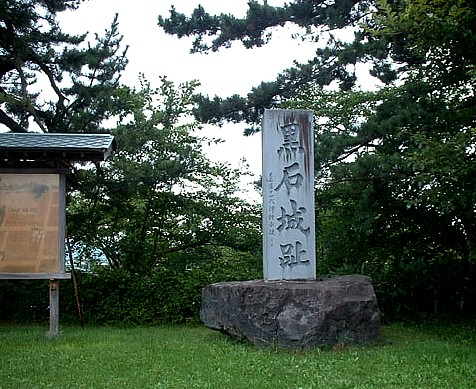
黒石城址

- 江戸時代は弘前藩の支藩として黒石陣屋が後期に置かれた。
- 1809年（文化06年） - 黒石藩（1万石）を設置[2]。
- 1954年（昭和29年）7月1日 - 南津軽郡黒石町、中郷村、六郷村、山形村、浅瀬石村が合併し市制施行して黒石市となる[2][3]。
- 1956年（昭和31年）10月1日  - 南津軽郡尾上町追子野木が黒石市に編入[4]。
- 1983年（昭和58年）1月1日 - 市歌を制定する[5]。
- 1984年（昭和59年）7月1日 - 市民憲章を制定する[6]。
- 1994年（平成06年）10月1日 - 市花・市木・市鳥を制定する[1]。
- 2004年（平成16年）7月1日 - 市制施行50周年。

## 行政
- 市長：髙樋憲（2014年7月18日就任、3期目[7]）
- 市議会：定数16人（任期 2019年5月1日 - 2023年4月30日）

### 紋章

黒石市章

元は黒石藩の旗印と替紋を表したもので、袞衣の十二章の一つである「黻」（フツ）。1889年に黒石町章として制定され、1954年7月1日に黒石町と中郷村、六郷村、山形村、浅瀬石村が合併し市制施行して黒石市になった時も継承された。

### 歴代市長
| 代    | 氏名       | 就任年月日                |
| ----- | ---------- | ------------------------- |
| 1     | 福士永一郎 | 1954年（昭和29年）7月28日 |
| 2-5   | 高樋竹次郎 | 1958年（昭和33年）7月17日 |
| 6-8   | 中村淳治   | 1974年（昭和49年）7月18日 |
| 9-11  | 清藤三津郎 | 1986年（昭和61年）7月18日 |
| 12-15 | 鳴海広道   | 1998年（平成10年）7月18日 |
| 16-   | 髙樋憲     | 2014年（平成26年）7月18日 |

### 財政
実質公債費比率は、2007年度決算で32.8%となり、2008年度決算から自治体財政健全化法における早期健全化団体に転落する。

## 地域

### 商業
- スーパーさとちょう 寿町店（有限会社ヱスヱス商事 寿町店）

### 健康
- 黒石市国民健康保険黒石病院
- 財団法人双仁会 厚生病院
- 黒石あけぼの病院

## 郵便

### 直営郵便局
- 黒石郵便局〔集配局〕（84007）
- 温湯郵便局（84093）
- 陸奥六郷郵便局（84125）
- 浅瀬石郵便局（84173）
- 黒石浜町郵便局（84184）
- 中郷郵便局（84186）
- 黒石山形町郵便局（84241）

### 簡易郵便局
- 追子野木簡易郵便局（84729）

## 姉妹都市
- 宮古市（岩手県）- 1966年（昭和41年）4月1日姉妹都市締結 スポーツ・教育・文化・経済等の交流
- ウェナッチ市（アメリカ合衆国ワシントン州）- 1971年（昭和46年）10月5日姉妹都市提携
- 永川市（大韓民国慶尚北道）- 1984年（昭和59年）8月17日姉妹都市提携 スポーツ・教育・文化・経済等の交流

## 教育

### 高等学校
- 青森県立黒石高等学校
- 青森県立黒石商業高等学校（2020年4月、新しい青森県立黒石高等学校と統合[9]）

### 中学校
- 黒石市立中郷中学校
- 黒石市立黒石中学校

※以下は廃校。
- 黒石市立黒石中学校〈旧〉（2017年・黒石中学校〈新〉を統合新設）
- 黒石市立六郷中学校（同上）
- 黒石市立東英中学校（同上）

### 小学校
- 黒石市立黒石小学校
- 黒石市立黒石東小学校
- 黒石市立六郷小学校
- 黒石市立東英小学校

※以下は廃校
2020年度に黒石小学校と統合
- 黒石市立中郷小学校
- 黒石市立北陽小学校

2020年度に黒石東小学校と統合
- 黒石市立牡丹平小学校
- 黒石市立追子野木小学校
- 黒石市立浅瀬石小学校

2018年度に六郷小学校と統合
- 黒石市立上十川小学校

### 特別支援学校
- 青森県立黒石養護学校

### 学校教育以外の施設
- 青森県農業大学校（農業者研修教育施設、2009年・閉校）

## 交通

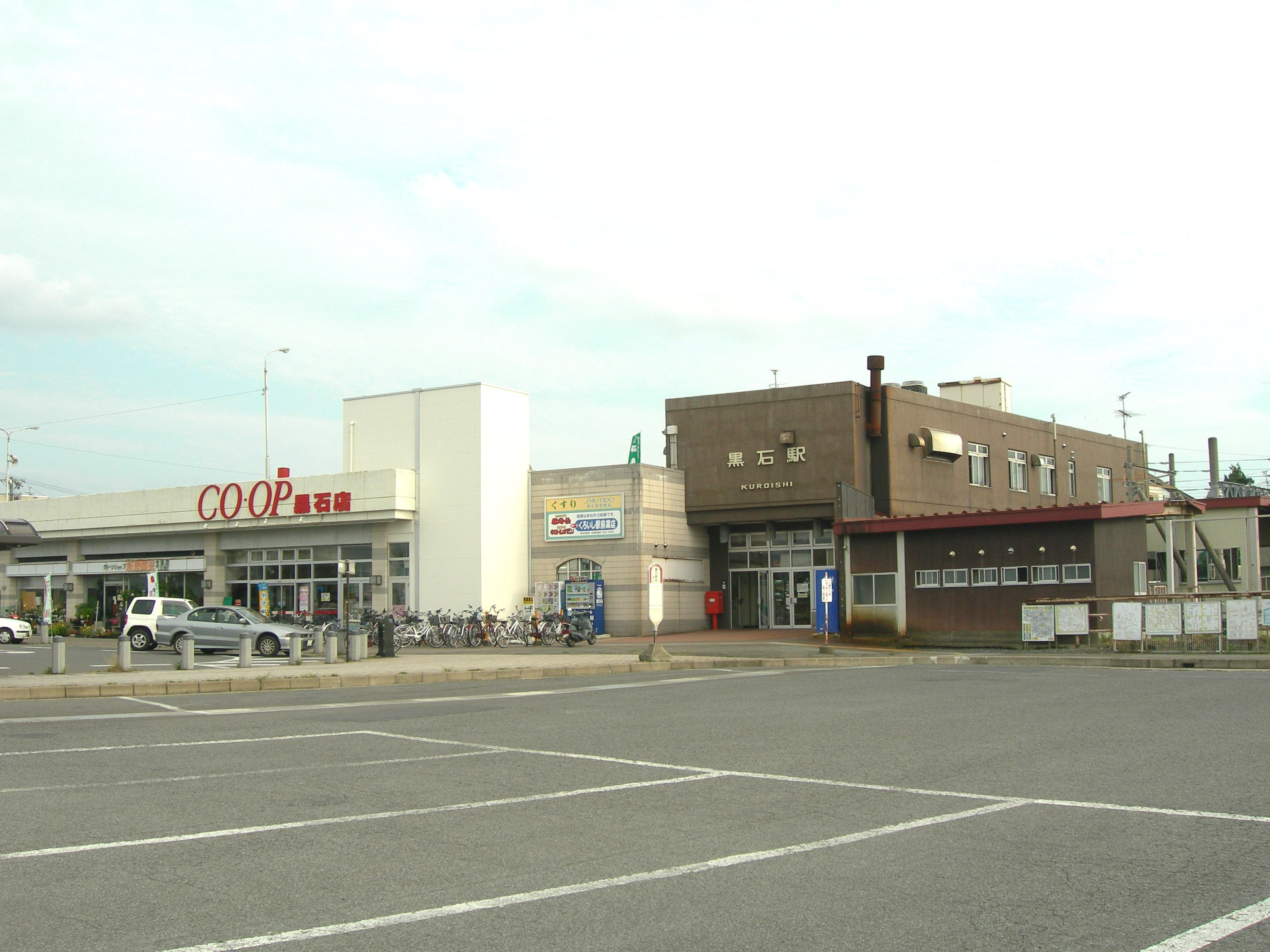
黒石駅

### 鉄道路線
- 中心となる駅：弘南鉄道 黒石駅
- 隣接市町村への連絡：弘南鉄道弘南線
- 駅
  - 弘南鉄道弘南線：境松駅 - 黒石駅

### バス

#### 路線バス
- 弘南バス
  - 青森線
  - 日沼経由 弘前・南高校線
  - 高田経由 弘前・聖愛高校線
  - 板留・虹の湖公園線
  - 大川原線
  - 馬場尻経由 高野線
  - 本郷経由 浪岡線
  - 川部線
- 黒石市回遊バスぷらっと号
  - 西部コース
  - 中部・東コース
  - 長坂コース
  - 北コース
  - ちとせ・南コース

#### 高速バス
- 東北自動車道 牡丹平バスストップ
  - あすなろ号青森 - 盛岡
  - ブルーシティ号青森 - 仙台

### 道路

#### 高速道路
- E4 東北自動車道
  - 黒石IC

#### 一般国道
- 国道102号
  - 道の駅虹の湖
- 国道394号

#### 青森県道

##### 主要地方道
- 青森県道13号大鰐浪岡線
- 青森県道38号五所川原黒石線

##### 一般県道
- 青森県道110号黒石藤崎線
- 青森県道135号吹上金屋黒石線
- 青森県道146号浪岡北中野黒石線
- 青森県道148号畑中竹鼻線
- 青森県道226号酸ケ湯黒石線
- 青森県道268号弘前田舎館黒石線（旧:国道102号）
- 青森県道270号黒石停車場線

#### 黒石市道
- 黒石市道道前町野添線（中町こみせ通り・日本の道100選にも選ばれた路線）

ほか

## 観光スポット
- 紅葉山
- 金平成園
- 黒石温泉郷
- 津軽こけし館
- 津軽伝承工芸館（こけし館に隣接）

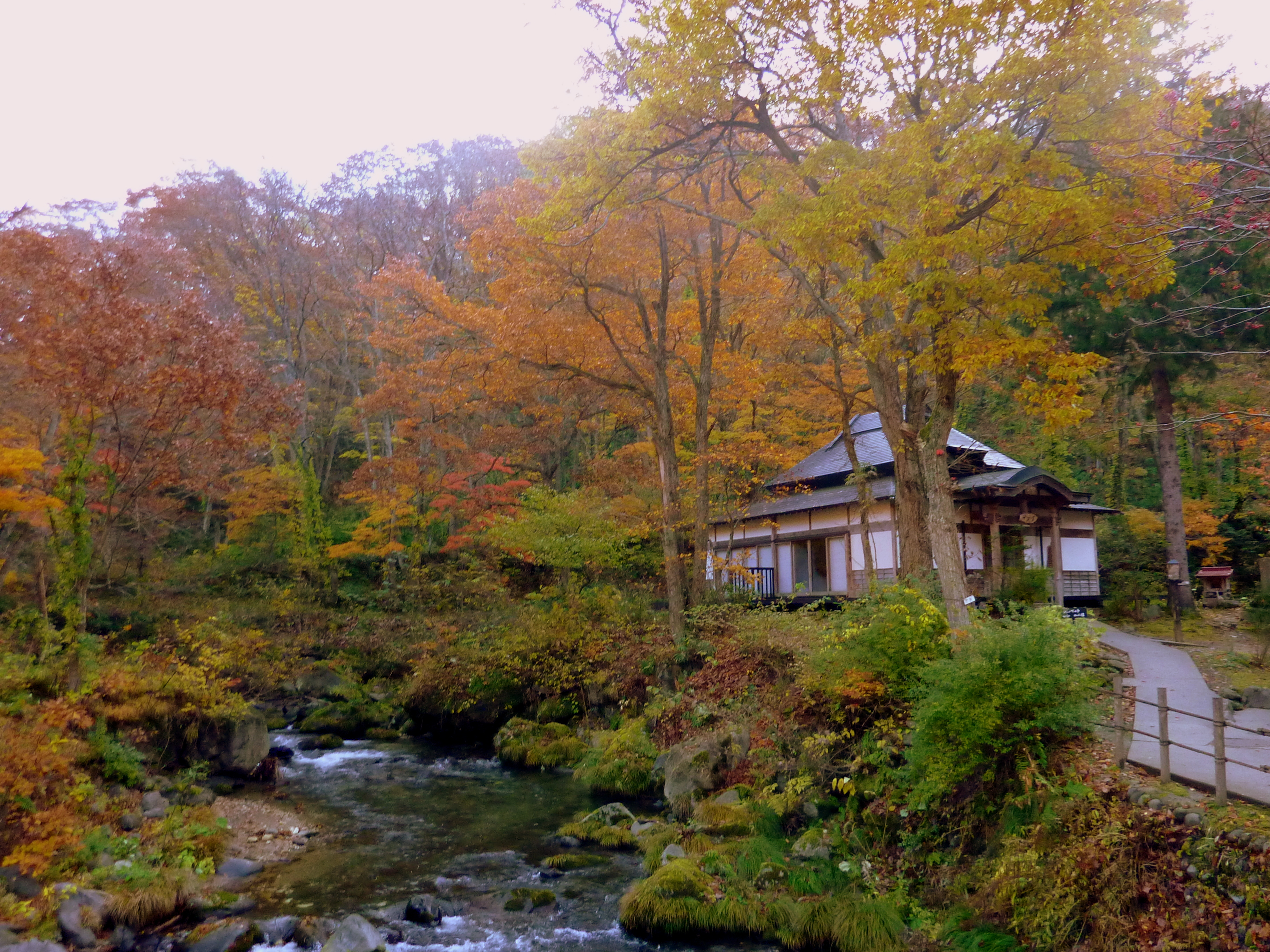
青荷温泉

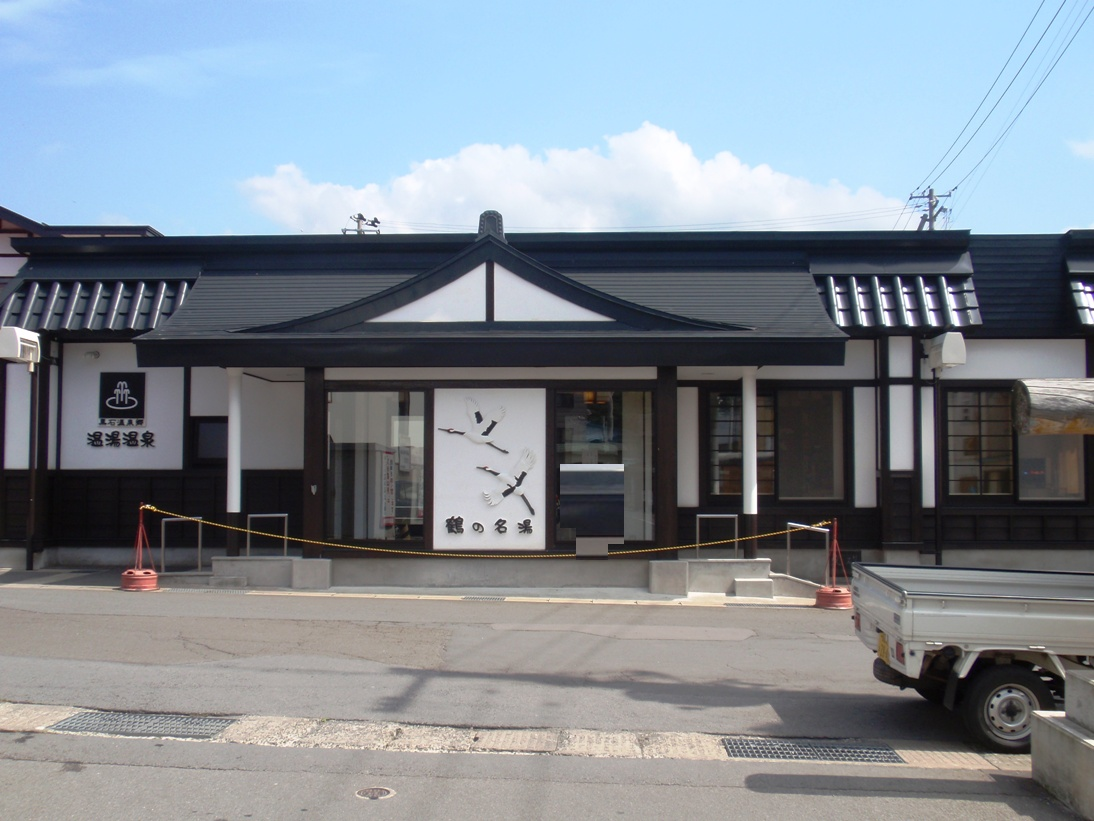
温湯温泉鶴の湯

- 秋田雨雀記念館 - 〔南地方教育会館内、内町〕
- 虹の湖公園
- 黒石焼きそば - 平麺を使う。
  - つゆ焼きそば
- 中町こみせ通り
- 黒石市中町 - （重要伝統的建造物群保存地区）
- 高橋家住宅（中町） - 国の重要文化財
- 法眼寺 - 〔山形町〕鐘楼堂（県重宝）、黒石藩主の祈祷所。
- 妙経寺のカヤの木 - 〔京町字寺町、妙経寺〕県天然記念物、推定樹齢500年で、承応元年（1652年）の妙経寺創建以前から当地に相当の大きさで、生育していたと伝えられている。
- 黒石市消防団 第三分団 第三消防部屯所 - 〔甲徳兵衛町〕県重宝、大正13年。
- 津軽茶道美術館
- 黒石神社 - 黒石津軽家初代・津軽信英を祀る。

## 祭事
- 黒石ねぷたまつり（7月下旬 - 8月上旬）
- 黒石よされ（8月中旬）
- 黒石こみせまつり（9月中旬、2月上旬）
- 黒石りんごまつり（11月）
- 旧正マッコ市（2月第1日曜日）
- 大川原火流し

## 出身有名人
- 秋田雨雀 - 詩人・小説家[12]、日本児童文学協会長[12]、黒石市名誉市民第1号[12]。
- 宇野要三郎 - 大審院（現・最高裁判所）刑事部長[12]、全日本弓道連盟長[12]、黒石市名誉市民第1号[12]。
- 渋川傳次郎 - リンゴ復興の祖[12]、リンゴ栽培の神様[12]、黒石市名誉市民(1988年)[12]。
- 明本京静 - 作詞家・作曲家
- Authority-ラッパー
- 唐牛敏世 - みちのく銀行初代頭取
- 工藤悟 - 九州朝日放送アナウンサー
- 工藤隆人 - 元プロ野球選手
- 黒石八郎 - 民謡歌手・ローカルタレント
- 神巧也 - 卓球選手
- 高橋美徳 - 元プロボクサー
- 筒井旭 - 漫画家
- 畑山茂雄 - 陸上競技選手（円盤投）
- 船水颯人 - ソフトテニス選手
- 船水雄太 - ピックルボール選手
- 雪田樹理 - 弁護士
- 津軽海伝藏 - 大相撲力士
- 櫻川五良蔵 - 大相撲力士
- 小ノヶ嵜金蔵 - 大相撲力士
- にゃんごすたー - マスコットキャラクター、ドラマー
- 岡嶋かな多 - 作詞家・作曲家

## その他
- 1952年11月20日に公開された映画「りんご園の少女」では、黒石市（当時:黒石町）でもロケが行われ、マルミ役の美空ひばりが黒石を訪れている[13]。